# Cadrieu
Cadrieu ist eine französische Gemeinde mit 168 Einwohnern (Stand 1. Januar 2022) im Département Lot in der Region Okzitanien (vor 2016: Midi-Pyrénées). Die Gemeinde gehört zum Arrondissement Figeac und zum Kanton Causse et Vallées.
Der Name der Gemeinde könnte eine Ableitung des lateinischen Catureium fundum (deutsch Landgut des Catureius) sein. Laut Cassagne vertritt die These, dass aufgrund der früheren Formen Cadrivo, Quadrivio oder Carrieu der Name vielmehr vom lateinischen quadrivium (deutsch Kreuzung) stammt.
Die Einwohner werden Cadriais und Cadriaises genannt.

## Geographie
Cadrieu liegt circa 18 Kilometer südwestlich von Figeac in der historischen Provinz Quercy an der südwestlichen Grenze zum benachbarten Département Aveyron.
Umgeben wird Cadrieu von den fünf Nachbargemeinden:
|        | Gréalou                                     | Montbrun         |
| Cajarc | Kompassrose, die auf Nachbargemeinden zeigt | Saujac (Aveyron) |
|        | Salvagnac-Cajarc (Aveyron)                  |                  |

Cadrieu liegt im Einzugsgebiet des Flusses Garonne am rechten Ufer des Lot.

## Geschichte
Die ersten Erwähnungen der Familie Cadrieu stammen aus dem Jahr 1292 mit dem Ritter Hugues de Cadrieu. Bekannt sind außerdem der Knappe Jean de Cadrieu, Sohn des Iram Bertrand de Cadrieu, erwähnt 1313 und 1352, Hugues II. im Jahre 1385 und Jean im Jahre 1420. Im Jahre 1504 war Antoine de Cadrieu Grundherr von Cadrieu mit niedriger Gerichtsbarkeit. Die Familie besaß sie bis zur Mitte des 18. Jahrhunderts, bevor sie über eine Heirat an die Familie Lostanges überging.

## Einwohnerentwicklung
Nach Beginn der Aufzeichnungen stieg die Einwohnerzahl bis zur ersten Hälfte des 19. Jahrhunderts auf einen Höchststand von rund 250. In der Folgezeit sank die Größe der Gemeinde bei kurzen Erholungsphasen bis zu den 1960er Jahren auf rund 85 Einwohner, bevor sich eine Phase mit zeitweise kräftigem Wachstum einstellte, die heute noch anhält.
| Jahr      | 1962 | 1968 | 1975 | 1982 | 1990 | 1999 | 2006 | 2011 | 2022 |
| --------- | ---- | ---- | ---- | ---- | ---- | ---- | ---- | ---- | ---- |
| Einwohner | 97   | 83   | 88   | 105  | 105  | 142  | 153  | 165  | 168  |

## Sehenswürdigkeiten

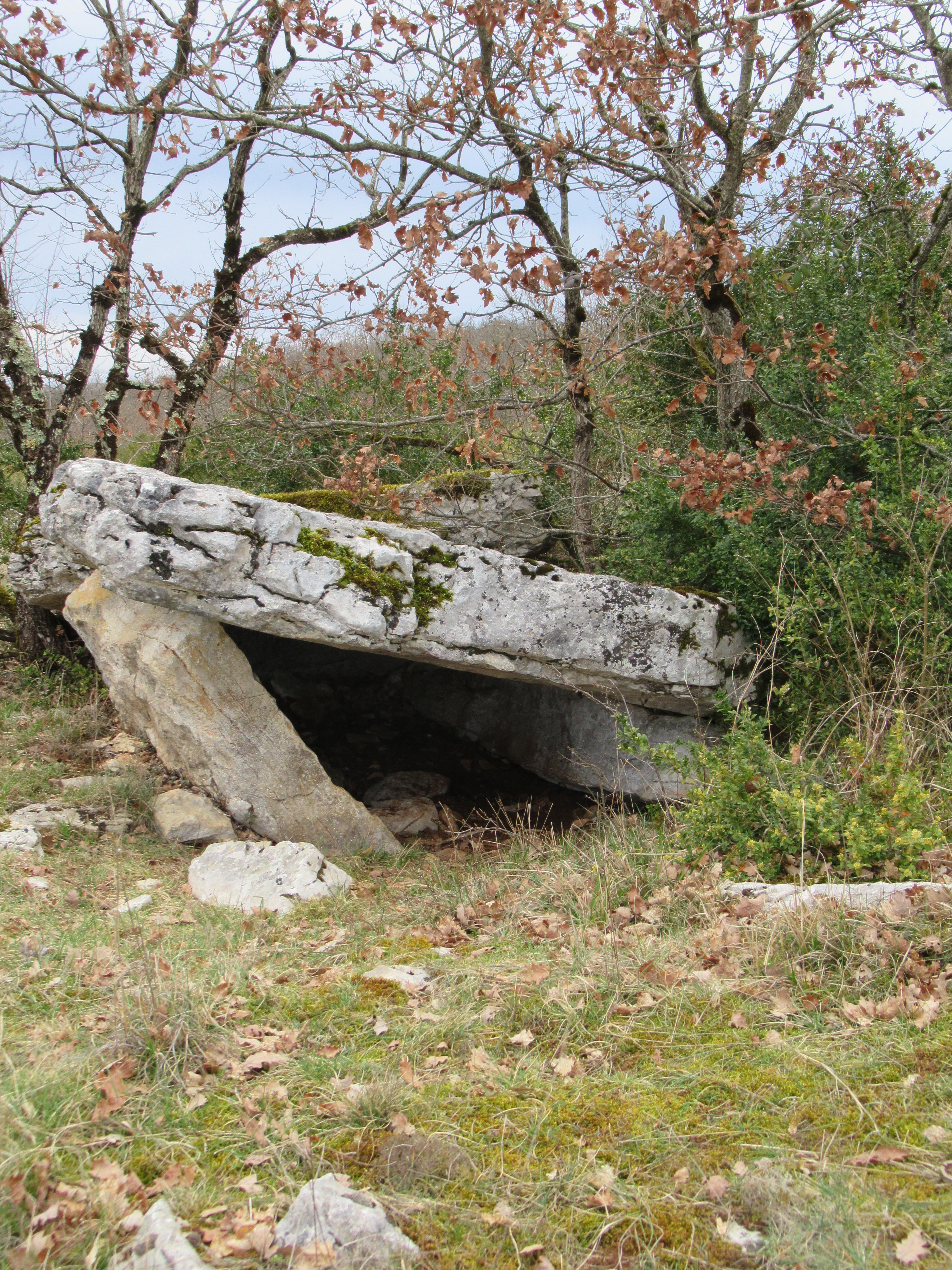
Dolmen Communal

### PfarrkircheSaint-Barthélemy
Die Pfarrgemeinde, die schon immer eine Zweiggemeinde des Erzpriestertums von Cajarc war, wurde 1286 im Testament des Dorde de Barasc erwähnt. Ein Abschnitt der Wand des heutigen Langhauses kann aus dem 13. oder 14. Jahrhundert datieren. Die Kirche wurde wahrscheinlich im 17. Jahrhundert weitestgehend neu gebaut. Der Glockenturm wurde nicht vor dem Ende des 19. Jahrhunderts im Westen hinzugefügt. Vom heute nicht mehr vorhandenen Friedhof ist nur noch das Grab der Familie  Saint-Chamarand übrig geblieben.
Anhand der Werksteine lassen sich die Mauerpartien erkennen, die dem Mittelalter zuzuordnen sind. Dies trifft insbesondere auf die südliche Wand des Langhauses zu, an der die Überreste eines schmalen Fensters zu erkennen sind. Im Kircheninneren befindet sich an der Nordseite eine kleine Nische mit einem Sturz in der Form eines Dreipasses, an der Südseite ein abgeschrägter Spitzbogen.

### Schloss Cadrieu

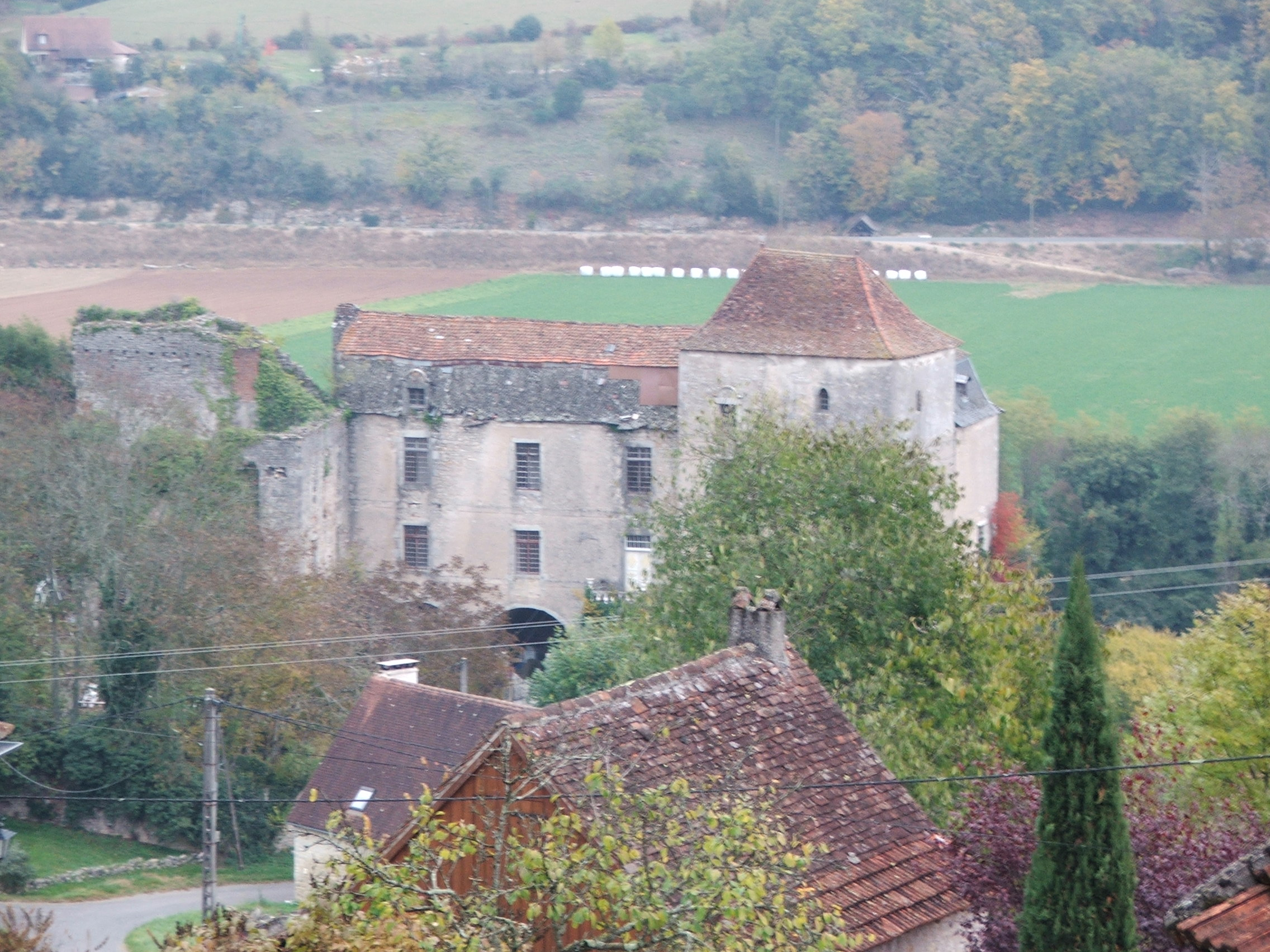
Schloss Cadrieu

Die frühere Burg wurde während des Hundertjährigen Krieges im Jahre 1390 zerstört. Der heute übrig gebliebene Turm datiert aus dem 14. Jahrhundert. Das Erdgeschoss des Hauptgebäudes könnte aus dem 16. Jahrhundert stammen. Das heutige Aussehen ist vor allem das Resultat von umfangreichen Baumaßnahmen im 17. Jahrhundert.
Das Schloss ist auf einer Anhöhe über dem Tal des Lot am äußersten Ostende des Dorfes gebaut worden. Es besteht heute aus einem länglichen Turm und zwei L-förmig angeordneten Flügeln, die den Hof im Norden und im Osten begrenzen. Der Turm wurde zu einem späteren Zeitpunkt um ein Joch in Richtung Norden verbreitert. Die einzigen sichtbaren Maueröffnungen aus dem Mittelalter sind kleine Fenster mit spitzbogenförmige Stürze in den obersten Stockwerken an der Süd- und an der Westseite und ein rechteckiges Gitterfenster, vom nur Reste zwischen der dritten und vierten Ebene an der Ostseite zu erkennen sind. Das Hauptgebäude öffnet sich zum Hof über zwei große Rundbogenarkaden im Erdgeschoss und drei Jochen von Fenstern. Eine Lukarne mit einem halbrunden Giebel konnte bewahrt werden. Der Nordflügel ist seit längerer Zeit zerfallen.

## Wirtschaft und Infrastruktur

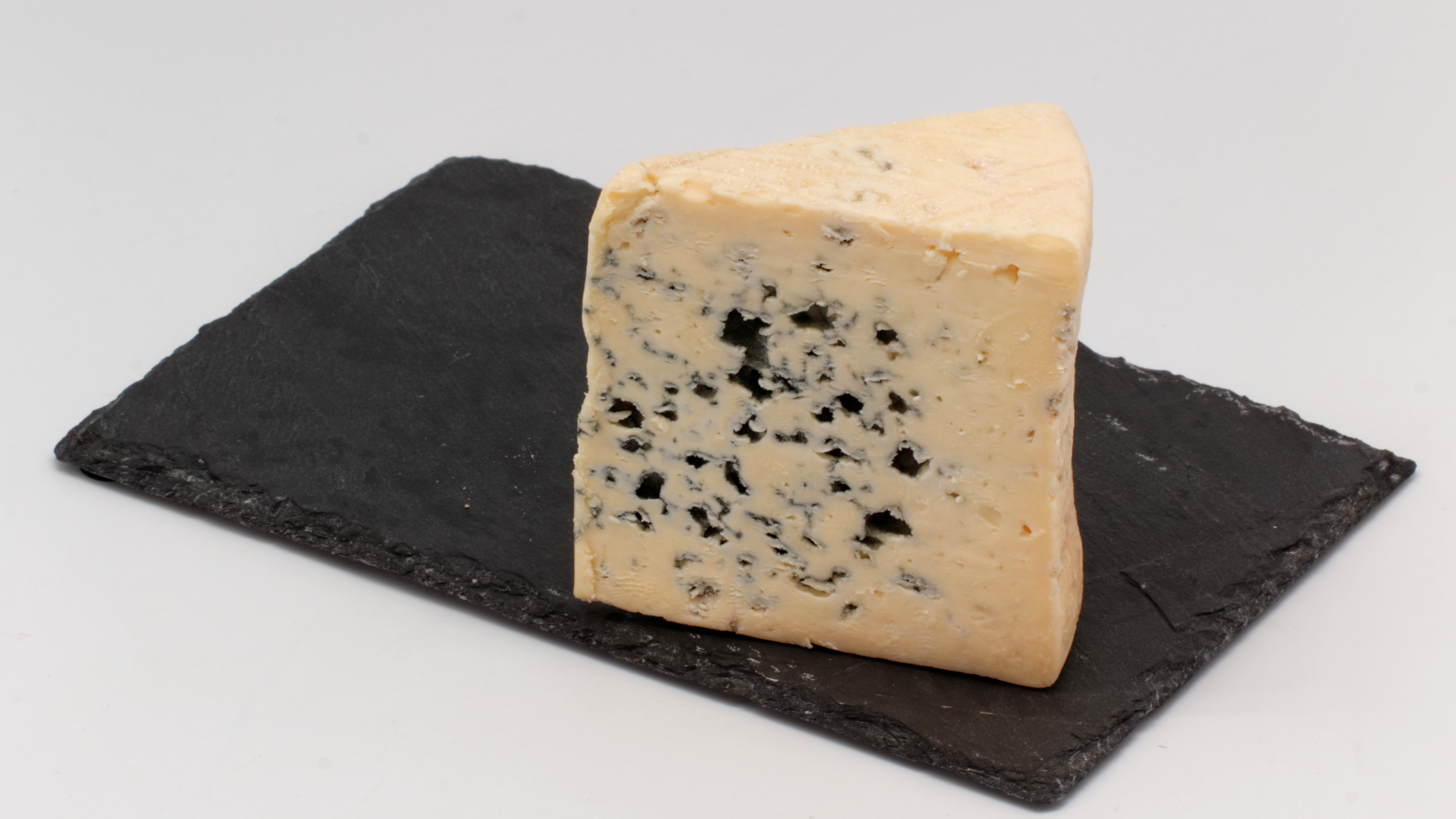
Blauschimmelkäse Bleu des Causses
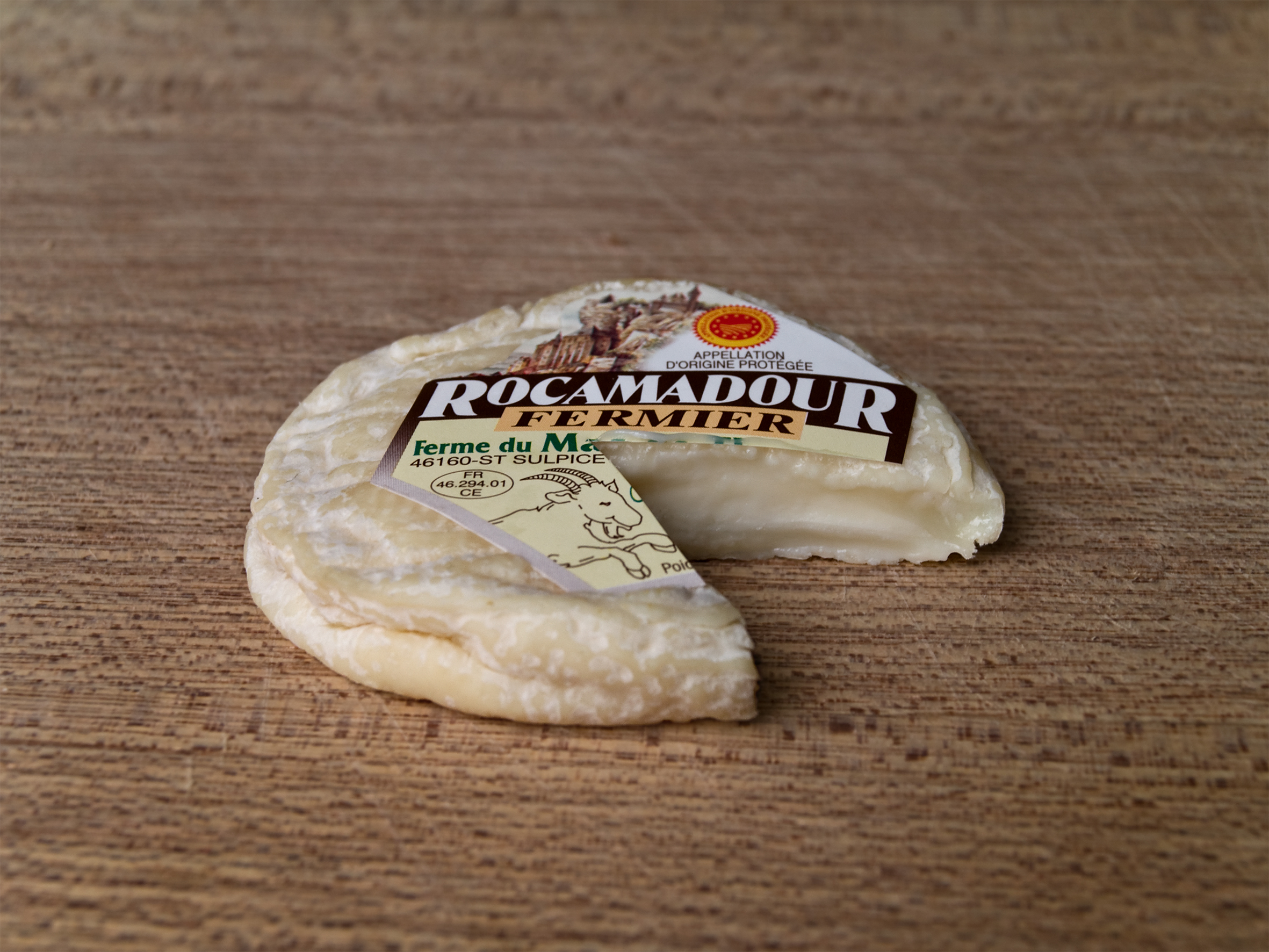
Rocamadour-Käse

Cadrieu liegt in den Zonen AOC
- des Blauschimmelkäses Bleu des Causses,
- des Rocamadour, eines Käses aus Ziegenmilch,
- der Noix du Périgord, der Walnüsse des Périgord und
- des Nussöls des Périgord.[8]

### Verkehr

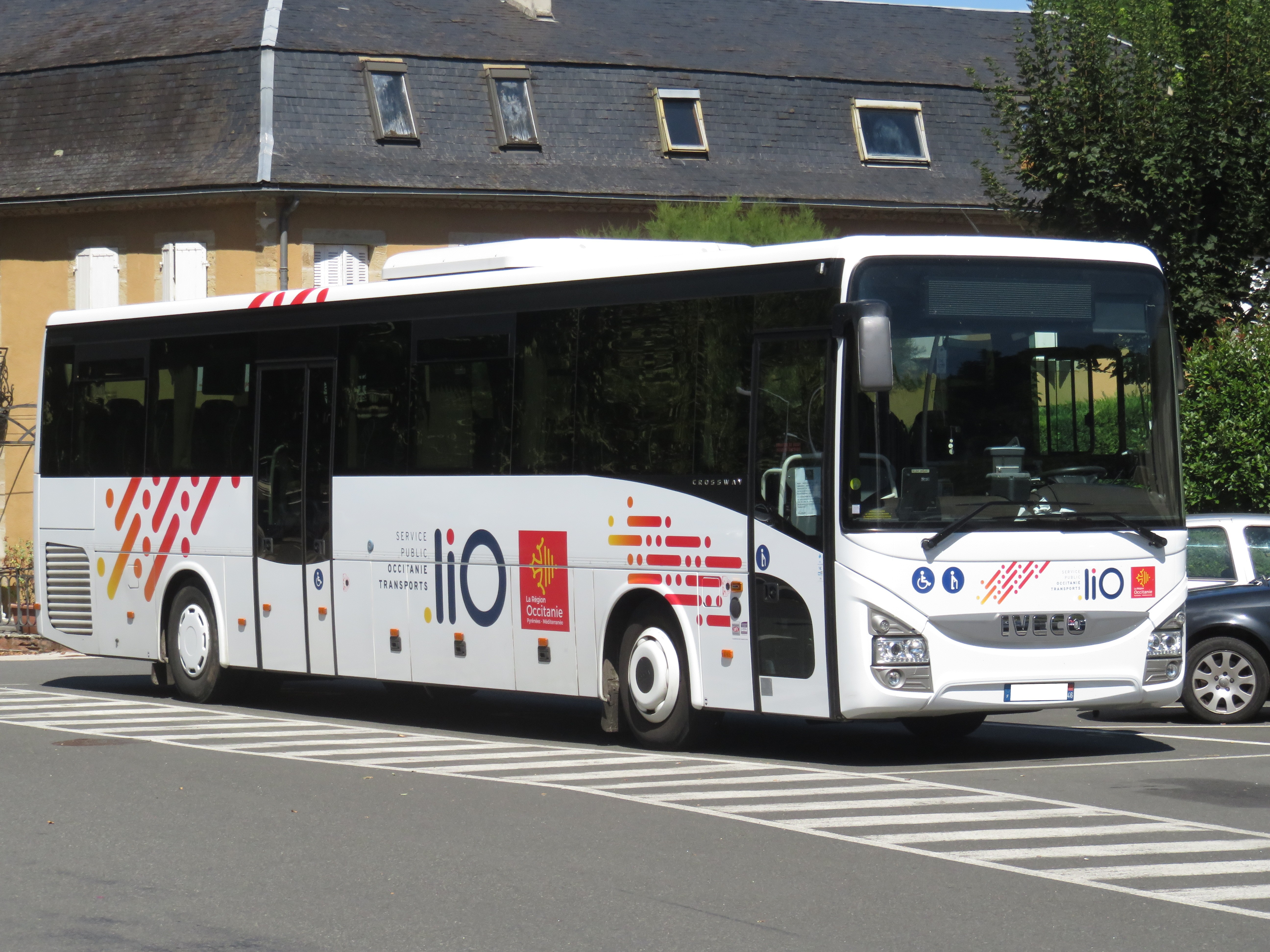
Bus der Lignes intermodales d’Occitanie

Cadrieu ist erreichbar über die Route départementale 622, die ehemalige Route nationale 662.
Außerdem ist die Gemeinde über eine Linie des Busnetzes Lignes intermodales d’Occitanie von Cahors nach Figeac mit anderen Gemeinden des Départements verbunden.